# Vilém z Nangis
Vilém z Nangis (francouzsky Guillaume de Nangis, † 1300) byl mnich v benediktinském opatství sv. Diviše a kronikář. Roku 1285 se stal klášterním knihovníkem a archivářem. Své funkce využil ke studiu knihovny a ve své obsáhlé kronice, jež mapuje dějiny od stvoření světa, využil pro popisované děje před rokem 1112 dílo Sigeberta z Gembloux. Po tomto datu již pracoval sám a jeho dílo je považováno za primární zdroj informací o historii Francie druhé poloviny 13. století.